# Sofia Djama
Sofía Djama (Orán, 1979) es una directora de cine argelina. Su debut fue en 2017 con la cinta Les Bienheureux, ganó tres premios en el Festival de Cine de Venecia.
En 1999 se mudó de la ciudad donde creció, Béjaïa, a Argel, ciudad en la que estudió letras y diversos idiomas. El segundo cortometraje que filmó Mollement, un samedi matin, ganó dos premios en el Festival Internacional de Cortometrajes de Clermont-Ferrand en 2012.
Su primer largometraje fue estrenado en 2017, Les Bienheureux, una historia ambientada en Argel en 2008 en la guerra civil argelina, protagonizada por Sami Bouajila y Nadia Kaci. Les bienheureux tuvo su estreno mundial en el Festival de Cine de Venecia,  y fue una de las dos únicas películas de directores africanos, el otro fue el franco-tunecino Abdellatif Kechiche, con su película, Mektoub, My Love: Canto Uno.
Les bienheureux ganó tres premios en la sección Orizzonti (Horizons) del Festival de Cine de Venecia, y el premio a la Mejor Actriz fue para Lyna Khoudri, el Premio Brian, otorgado a la película que "defiende mejor los derechos humanos, la democracia, el pluralismo y la libertad de pensamiento", y el Premio Lina Mangiacapre por una película que "cambia la imagen de la mujer en el cine".

## Filmografía
- Les 100 pas de Monsieur X (2012)
- Mollement, un samedi matin (2012)
- Les Bienheureux (2017)